# 독촉
독촉(督促)은 금전 기타 대체물의 청구권에 대하여 채권자는 채무자가 아마도 그 청구를 다투지 않을 것이라고 생각하는 경우, 소를 제기하고 승소판결을 얻어서 강제집행을 하는 대신에 지급명령을 신청해서 간이·신속하게 강제집행을 위하여 채무명의를 얻는 절차를 말한다. 독촉절차에서는 신청인을 채권자, 상대방을 채무자라 한다. 강제집행을 하기 위하여 소를 제기하고 재판을 구하는 것은 상대방이 권리를 부정하고 있기 때문에 증거에 의하여 권리를 입증할 필요가 있는 경우이다. 채권자에게 권리가 있다는 것을 상대방이 인정하고 있는 경우라면 소를 제기할 필요도 없이 강제집행을 할 수 있는 방법이 몇 가지가 있다. 그 하나가 독촉절차인 것이다. 지급명령은 금전 기타 쌀·휘발유 등 거래상 같은 종류의 것이 많은 대체물, 또는 주권(株券)·채권 등 유가증권의 일정수량의 지급을 목적으로 하는 권리에 대하여 행하여지고 있다(432조). 이 종류의 청구에 한하고 있는 것은 그 집행이 용이함과 동시에 일단 집행한 후에라도 원상회복이 쉽기 때문이다.  지금명령의 신청은 가액에 불구하고 채무자 주소지의 지방법원 또는 채무자의 사무소·영업소 소재지의 지방법원에 제기하지 않으면 아니 된다. 신청의 방식에 대해서는 그 성질에 반하지 않는 한 소에 관한 규정이 준용된다(434조).

## 지급명령
신청에 대하여 결정으로 재판을 한다. 신청이 관할위반이라든가 요건을 빠뜨리든가 신청의 취지가 부당하다고 인정되면 각하된다(435조 1항). 각하의 결정에 대해서는 새로이 지급명령이나 소 등의 신청을 하면 되기 때문에 이에 대한 불복신청은 허용하지 않는다(435조 2항). 신청이 이유 있다고 인정되는 경우에는 지급명령을 발한다. 지급명령은 채무자를 심문하지 아니하며 당사자에게 송달되는데 채무자는 이에 대해 2주일 이내에 한하여 이의를 신청할 수 있다. 채무자가 이의신청을 한 때에는 지급명령은 이의의 범위 안에서 그 효력을 상실하는데, 법원은 이의신청이 적법하지 아니하다고 인정될 때에는 이를 각하하여야 하며 그 결정에 대하여 신청인은 즉시 항고를 할 수 있다. 지급명령에 대하여 적법한 이의신청이 있는 경우는 이의있는 청구목적의 가액에 의하여 지급명령을 신청한 것에 대한 소송을 제기한 것으로 되어 소송절차로 이행하며 이 경우에 독촉절차의 비용 역시 소송비용의 일부로 된다. 지급명령에 대하여 이의신청이 없거나 이의를 취하하거나 각하결정이 확정된 때에는 지급명령이 확정된다.